# Крымское (Московская область)
Крымское — село в Одинцовском районе Московской области, входит в городское поселение Кубинка. Население 26 человек на 2006 год. До 2006 года Крымское было центром одноимённого сельского округа.
Село расположено на западе района, в 12 км от Кубинки, на 76 км Можайского шоссе, на левом берегу речки Польга, впадающей в Полецкое озеро, высота центра над уровнем моря 183 м. Ближайшие населённые пункты — посёлок Дубки, практически на другом берегу реки Польга, и Наро-Осаново в 1 км восточнее.

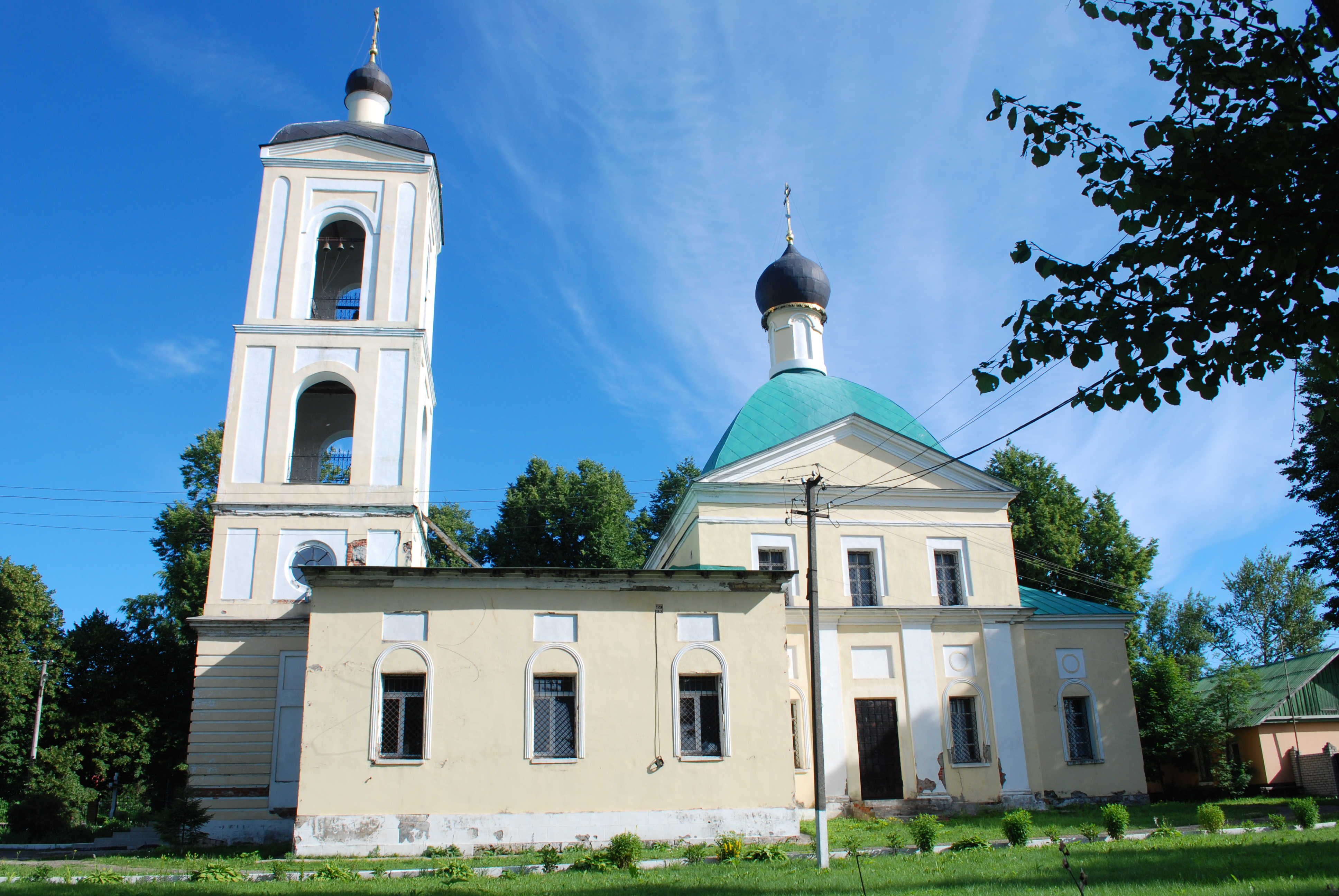
Церковь Преображения Господня

Считается, что название села связано с владельцами вотчины в XVI веке — выходцами из Крымского ханства. После Смутного времени, в писцовых книгах XVII века, фигурирует пустошь Крымское Дворище, которая к 1646 году стала деревней, где отмечено 6 дворов задворных, людей в них 22 человека, во владении боярина Богдана Матвеевича Хитрово. В конце века новый владелец Алексей Иванович Янов построил в деревне церковь Преображения Господня и в писцовых книгах село именовалось Преображенское, Крымское Дворище тож. До конца XVIII века селом владели Яновы. На 1852 год в Крымском числилось 10 дворов, 33 души мужского пола и 24 — женского, в 1890 году — 49 человек и усадьба Линёва. В начале XX века владельцем был Сергей Александрович Шлиппе (1878—1959). По Всесоюзной переписи 17 декабря 1926 года числилось 24 хозяйства и 118 жителей, на 1989 год — 17 хозяйств и 32 жителя.